# Justin Pasfield
Justin Pasfield, né le 30 mai 1985 à Wollongong, est un footballeur australien évoluant au poste de gardien de but avec le Central Coast Mariners.

## Palmarès
- Championnat d'Australie : 2013